# Krzysztof Leja
Krzysztof Leja (* 21. Februar 1996) ist ein polnischer Skispringer, der den Sportverein AZS Zakopane vertritt.

## Werdegang
Leja gab sein internationales Debüt bei FIS-Junioren-Springen im Sommer 2008. Nach der Aufnahme in den Nachwuchskader der polnischen Nationalmannschaft, gab er am 17. Januar 2010 sein Debüt im FIS-Cup. Jedoch gelang ihm dabei in seinen ersten beiden Springen in Szczyrk nicht der Sprung unter die besten 50. Bei den Olympischen Jugend-Winterspielen 2012 in Innsbruck gelang ihm von der Normalschanze der Sprung auf den 14. Platz. Mit der Mannschaft landete er im Teamspringen auf Rang 12. Ein Jahr später im Februar 2013 startete er beim European Youth Olympic Festival im rumänischen Râșnov. Nach Rang 39 im Einzel wurde er mit dem Team Zehnter. Am 29. Juni 2013 gab er in Stams sein Debüt im Skisprung-Continental-Cup. Dabei gelang ihm in beiden Springen ein Platz unter den besten 20 und damit auch deutlich der Sprung in die Punkteränge. Nachdem er auch in Kranj deutlich in die Punkteränge sprang, erhielt er einen Startplatz im A-Kader im Rahmen des Skisprung-Grand-Prix. Auf Anhieb gelang ihm in Wisła die Qualifikation. Nachdem ihm jedoch in den Wettbewerben kein Punkterfolg gelang, konnte er in Hakuba beim zweiten Springen erstmals in die Punkteränge springen. Nachdem er auch in Nischni Tagil bei beiden Wettbewerben in die Punkteränge springen konnte, beendete er den Skisprung-Grand-Prix 2013 mit 13 Punkten auf dem 71. Platz der Gesamtwertung. Im September gelang Leja in Klingenthal mit Rang 14 auch im Continental Cup erstmals der Sprung in die Punkteränge.

## Erfolge

### Grand-Prix-Platzierungen
| Saison | Platz | Punkte |
| ------ | ----- | ------ |
| 2013   | 71.   | 13     |